# Gereon Motyka
Pater Gereon Motyka OPraem, ursprünglich Rudolf Motyka, (* 18. November 1892 in Gries im Sellrain; † 2. Juni 1969 in Bayreuth) war Chorherr des Prämonstratenserklosters Tepl und Prior der Abtei Speinshart.

## Leben
Motyka war am 18. November 1892 in Gries am Sellrain in Tirol als Rudolf Motyka geboren worden. Am 24. September 1911 trat er in das Prämonstratenserstift Tepl ein, da die Familie in der Zwischenzeit von Tirol nach Böhmen gezogen war. Motyka wählte den Ordensnamen Gereon. Am 18. Juni 1916 wurde er im Prager Veitsdom zum Priester geweiht.
Abt Gilbert Helmer von Tepl, der gleichzeitig Administrator von Speinshart war, sandte Gereon Motyka 1923 in das wieder errichtete Oberpfälzer Kloster. Von 1924 bis 1932 und von 1934 bis 1942 war Motyka Expositus in Oberbibrach. Nach dem Tod von Abt Gilbert Helmer wurde Speinshart 1944 wieder eine unabhängige Abtei und Motyka zum Prior ernannt. Am 1. März 1945 wurde er regierender Prior und somit Prälat. Nach dem Krieg war der Klosterobere als Treuhänder für die Friedhofskirche in Auerbach, und Michelfeld eingesetzt. Mit der Leitung des Ernährungsamtes Eschenbach übernahm er eine der schwierigsten und undankbarsten Aufgaben der Nachkriegsjahre. Motyka war bis zu seinem Tod für die CSU Gemeinderat in Speinshart, Mitglied des Kreistages und des Kreisausschusses des Landkreises Eschenbach und sogar einige Zeit Stellvertreter des Landrates.
Prälat Motyka galt als der Beichtvater des damaligen bayerischen Landwirtschaftsministers Alois Hundhammer.

## Ehrungen
Für sein Schaffen wurde Prälat Gereon Motyka von den Gemeinden Speinshart, Vorbach, Tremmersdorf und Oberbibrach zum Ehrenbürger ernannt. 1963 erhielt er das Bundesverdienstkreuz 1. Klasse. Daneben wurde in Speinshart die Gereon-Motyka-Siedlung nach ihm benannt, für die er den Klostergrund bereitstellte.